# Thomas van der Vlugt
Thomas van der Vlugt (Nieuwegein, 8 mei 1992) is een Nederlandse online persoonlijkheid, dj, youtuber, presentator, zanger en acteur. Hij is vooral bekend van StukTV. Van der Vlugt won in maart 2018 bij de VEED Awards de Journalistieke Aanmoedigingsprijs van het Algemeen Dagblad.

## Carrière
Van der Vlugt volgde in 2009 een opleiding mbo voor cameraman aan het Creative College Utrecht en liep daarna in 2011 stage bij Campus TV en RTL. Hij heeft ook bij het NJD, een onderdeel van de Nationale Jeugdraad als procesbegeleider gewerkt.
Sinds juli 2012 is Van der Vlugt een van de presentatoren van StukTV, waar hij medeoprichter van is. Hij presenteerde de eerste uitzendingen samen met Giel de Winter en deze waren te zien via de website stuk.tv. Niet veel later kwam Stefan Jurriens erbij en werd het kanaal naar YouTube verplaatst. Hun YouTubekanaal won in de periode 2015-2019 negen VEED Awards.
Van der Vlugt was ook enkele keren op televisie te zien. Zo speelde hij een rol in Spotlight en was hij te zien in de online serie Dare van Videoland. Sinds begin januari 2018 heeft Van der Vlugt ook een eigen YouTube-kanaal onder de naam Hard, waarop hij verschillende series heeft geplaatst. Dat kanaal bereikte in juli 2018 de 120 duizend abonnees. Sinds mei 2018 maakt Van der Vlugt in samenwerking met RTL Nederland voor RTL Nieuws het online programma Thomas Checkt, waarin hij verschillende zaken uitzoekt zoals hoe gemakkelijk het is om als nepagent een huis binnen te komen. Van der Vlugt was in augustus 2018 te zien in een gastrol in de film De Film van Dylan Haegens van collega-youtuber Dylan Haegens.
In 2021 was Van der Vlugt te zien als backstagepresentator van het programma We Want More van SBS6. Hij schreef in 2021 ook zijn boek De tien geboden van Thomas. In 2022 deed hij mee aan het datingprogramma The Bachelor.
Van der Vlugt heeft daarna een serie van vier afleveringen op YouTube gemaakt, waarin hij steeds een uitdaging aanging. Hij noemde de serie Onmogelijk. Hij zwom in drie dagen langs de Nederlandse kust van Hoek van Holland naar Den Helder, beklom alleen de Mont Blanc, speelde in een film van Netflix en maakte met schansspringen een sprong van 60 meter. Op 28 oktober 2023 was Van der Vlugt te zien in Ik hou van Holland in het team van Jeroen van Koningsbrugge.
In 2024 was Van der Vlugt een van de deelnemers aan het 24e seizoen van het RTL 4-programma Expeditie Robinson, hij viel als zevende af en eindigde daarmee op de veertiende plaats.

## Filmografie

### Presentatie
| Jaar                  | Productie           |
| --------------------- | ------------------- |
| 2011-heden            | StukTV              |
| 2014-2017, 2019-heden | Roadtrippers        |
| 2016                  | Stuk voor Afrika    |
| 2016-heden            | Het Jachtseizoen    |
| 2017                  | Huis op Stelten     |
| 2018                  | De Horrornacht      |
| 2018                  | Thomas Checkt       |
| 2018                  | Mad Trip            |
| 2018-heden            | De Kluis            |
| 2019-heden            | Prankoorlog         |
| 2019                  | De Hongerige Wolven |
| 2020-heden            | De Drop             |
| 2020-heden            | De Stilste Show     |
| 2020-heden            | Opgesloten          |
| 2021                  | We Want More        |

### Acteur
| Jaar | Productie                 | Rol        | Opmerkingen |
| ---- | ------------------------- | ---------- | ----------- |
| 2015 | Spotlight                 | zichzelf   | gastrol     |
| 2017 | Dare                      | buurjongen | bijrol      |
| 2018 | De Film van Dylan Haegens | zichzelf   | bijrol      |
| 2019 | House of No Limits        | Thomas     | bijrol      |
| 2024 | De mooiste dag            | Oscar      | bijrol      |

## Prijzen en nominaties
| Jaar | Prijs                           | Categorie                                            | Resultaat   | Ref.   |
| ---- | ------------------------------- | ---------------------------------------------------- | ----------- | ------ |
| 2015 | VEED Awards                     | Beste YouTube Channel                                | gewonnen    | [ 10 ] |
| 2016 | VEED Awards                     | Beste YouTube Channel                                | gewonnen    | [ 11 ] |
| 2017 | VEED Awards                     | Beste YouTube Channel                                | gewonnen    | [ 12 ] |
| 2017 | VEED Awards                     | Beste Prank Channel                                  | gewonnen    | [ 12 ] |
| 2017 | Hashtag Awards                  | Beste Entertainment Video voor Het Jachtseizoen      | gewonnen    | [ 13 ] |
| 2018 | Zapplive Awards                 | Beste YouTube-kanaal                                 | gewonnen    | [ 14 ] |
| 2018 | Zapplive Awards                 | Beste Serie voor Het Jachtseizoen                    | gewonnen    | [ 14 ] |
| 2018 | VEED Awards                     | Beste YouTube Channel                                | gewonnen    | [ 15 ] |
| 2018 | VEED Awards                     | Beste Serie voor Het Jachtseizoen                    | gewonnen    | [ 15 ] |
| 2018 | The Best Social Awards          | Beste Youtuber                                       | gewonnen    | [ 16 ] |
| 2018 | Hashtag Awards                  | Diamond Award                                        | gewonnen    |        |
| 2019 | Zapplive Awards                 | Beste Youtuber                                       | gewonnen    | [ 17 ] |
| 2019 | VEED Awards                     | Beste YouTube Channel                                | gewonnen    | [ 18 ] |
| 2019 | VEED Awards                     | Beste Serie voor Het Jachtseizoen                    | gewonnen    | [ 18 ] |
| 2019 | VEED Awards                     | Beste Muziek Youtuber                                | gewonnen    | [ 18 ] |
| 2019 | Nickelodeon Kids' Choice Awards | Favoriete Grappenmaker                               | gewonnen    | [ 19 ] |
| 2019 | The Best Social Awards          | Beste Youtuber                                       | gewonnen    | [ 20 ] |
| 2019 | Televizier-Ster                 | Online-videoserie met Het Jachtseizoen               | genomineerd | [ 21 ] |
| 2020 | Zapplive Awards                 | Beste YouTube-kanaal                                 | gewonnen    | [ 22 ] |
| 2020 | Zapplive Awards                 | Favoriete Online Serie: De Kluis                     | gewonnen    | [ 22 ] |
| 2020 | Televizier-Ster                 | Online-videoserie met Het Jachtseizoen               | genomineerd | [ 23 ] |
| 2021 | Zapp Awards                     | Beste YouTube kanaal                                 | genomineerd |        |
| 2021 | Zapp Awards                     | Beste Online Serie: Roadtrippers                     | gewonnen    |        |
| 2022 | #Video Award                    | Beste Sponsored Video; met Samen kunnen we niet Stuk | gewonnen    | [ 24 ] |

## Websites
- (en)   Thomas van der Vlugt in de Internet Movie Database